# Prasophyllum fosteri
Prasophyllum fosteri är en orkidéart som beskrevs av David Lloyd Jones. Prasophyllum fosteri ingår i släktet Prasophyllum och familjen orkidéer.
Artens utbredningsområde är Victoria i Australien. Inga underarter finns listade i Catalogue of Life.